# Microbiologia ambiental
Microbiologia ambiental é um sub-ramo da microbiologia que se dedica ao estudo da composição e fisiologia das comunidades microbianas no ambiente, seja no solo, água, ar ou em sedimentos.

A Microbiologia ambiental, combina a aplicação dos princípios químicos, biológicos e biotecnológicos, voltada para o maior desafio do ser humano, que é a manutenção da qualidade ambiental.

Os principais temas estudados pela microbiologia ambiental são:
- Síntese de substâncias que auxiliem o cuidado para com o meio ambiente;

- Criação de variedades mais adaptadas para o combate de poluentes;

- Estudo das adaptações de determinados microorganismos e sua aplicação no tratamento de resíduos;

- Utilização dos microorganismos como inseticidas biológicos, não poluentes ao meio ambiente.